# 矢野康治
矢野康治（やの こうじ，1962年12月－）是日本財務官僚。

## 人物
山口縣出身。1985年，一橋大學經濟學部畢業後，大藏省加入（分配 大臣官房文書課）。證券局課長補佐時代，早上的到 4點進行著加班。

## 經歷
- 1985年3月，大藏省加入。
- 1987年4月，大臣官房調查企劃課。
- 1988年7月，理財局資金第一課。
- 1990年7月，小樽稅務署長。
- 1991年6月，國稅廳長官官房總務課長補佐（調查一・二係）
- 1993年6月，哈佛大學國際問題研究所。
- 1994年7月，證券局證券市場課長補佐。
- 2000年6月，大臣官房秘書課長補佐。
- 2001年7月 財務省大臣官房企劃官（人事擔當）兼 秘書課。
- 2004年7月，財務省大臣官房企劃官 兼 主計局厚生勞動一〜七係。
- 2006年7月，財務省主計局調查課長。
- 2007年9月，町村信孝內閣官房長官秘書官。
- 2008年9月，河村建夫內閣官房長官秘書官。
- 2009年10月，內閣官房國家戰略室參事官。
- 2010年11月，內閣官房社會保障改革擔當室參事官。
- 2012年8月，財務省主稅局總務課長。
- 2012年12月，菅義偉內閣官房長官秘書官。
- 2015年7月，財務省大臣官房審議官（主稅局擔當）。
- 2017年7月5日，財務省大臣官房長[2]。
- 2019年7月5日，財務省主稅局長。
- 2020年7月20日，財務省主計局長[3]。
- 2021年7月8日，財務事務次官。
- 2022年6月24日，卸任。